# Isidora z Tabenny
Svatá Isidora z Tabenny († 4. století) byla egyptská asketka a jurodivá.

## Život
Vstoupila do egyptského kláštera v Tabenně. Zde pracovala v kuchyni a uklízela.
Vzala na sebe úděl jurodivé. Nejedla se svými spolusestrami a mnohé sestry ji odsuzovaly. Isidora vše přehlížela a snášela těžkosti s velkou trpělivostí.
Na hlavě nosila hadr a místo jídla pila vodu ze špinavých hrnců.
Podle tradice se svatému Pitirimovi zjevil anděl, který mu řekl, ať odejde do kláštera v Tabenně, kde pobývá sestra s hadrem na hlavě. Řekl mu, že její sestry jí opovrhují, ale slouží jim s láskou a její myšlenky jsou s Bohem. Pitirimovy myšlenky však s Bohem nebyly. Vydal se do kláštera, kde k němu přivedli sestru Isidoru. Isidora mu padla k nohám a požádala ho o požehnání. Pitirim ji vybídl, aby požehnání udělila ona jemu. Její spolusestry poté činily pokání a požádaly Isidoru o odpuštění.
Isidora kvůli své slávě odešla do poustevny a předpokládá se, že zemřela kolem roku 365.
Její svátek se připomíná 1. května.